# 米尔德丽德·麦克丹尼尔
米尔德丽德·麦克丹尼尔（英語：Mildred McDaniel，1933年11月4日—2004年9月30日），美国女子田径运动员，主攻跳高。她曾代表美国参加1956年夏季奥林匹克运动会田径比赛，获得女子跳高金牌。